# Temnaspis dohrni
Temnaspis dohrni es una especie de coleóptero de la familia Megalopodidae.

## Distribución geográfica
Habita en Sumatra (Indonesia).